# 윌리 스타젤
윌버 도넬 ("윌리")스타젤(Wilver Dornell ("Willie") Stargell, 1940년 3월 6일 ~ 2001년 4월 9일)은 전 미국의 프로 야구 선수로 자신 경력의 후반에 "Pops"라는 별명이 붙여졌다. 그는 내셔널 리그의 피츠버그 파이리츠를 위하여 좌익수와 1루수로서 전체의 메이저 리그 베이스볼 경력을 활약하였다. 파이리츠와 21년간의 경력에 그는 2,232개의 안타, 423개의 2루타, 475개의 홈런과 1,540개의 타점과 함께 .282 점을 타구하여 자신의 팀이 6개의 내셔널 리그 동부 디비전 타이틀, 2개의 내셔널 리그 페넌트와 2회의 월드 시리즈(1971, 1979)를 사로 잡는 도움을 주었다. 스타젤은 1988년 미국 야구 명예의 전당으로 헌액되었다.

## 어린 시절
오클라호마주 얼스보로에서 태어났으나 부모가 이혼을 한 후에 고모를 따라 플로리다주로 이주했다. 이후 모친과 같이 살기 위해 캘리포니아주의 앨러미다로 돌아왔다. 그는 엔시날 고등학교를 다녔는데 거기서 훗날 메이저리거가 되는 토미 하퍼와 커트 모튼과 교우했다. 스타젤은 1959년 피츠버그 파이리츠와 계약을 맺고, 마이너 리그로 진출했다.
스타젤은 뉴멕시코주, 노스다코타주, 아이오와주, 텍사스주, 노스캐롤라이나주와 오하이오주에서 2군을 위하여 활약하였다. 선수 생활 동안 흑인이라는 이유로 백인들과 같은 숙소를 쓰지 못했으며, 흑인들만 머무는 열악한 숙소에서 머무르며 경기를 치렀다. 텍사스주 플레인뷰에 있는 동안 경기에 뛰면 사살한다는 협박도 받았으나, 경기를 강행했고 아무런 사고도 일어나지 않았다. 스타젤은 경험한 인종 차별로 인해 야구를 그만둘까 고민도 했으며, 친구들과 야구 스카우트인 밥 저크의 편지로 용기를 얻어 선수 생활을 이어 나갔다.

## 메이저 리그 베이스볼 경력
자신의 활약 스타일과 상냥한 매너로 피츠버그에서 사랑을 받은 스타젤은 포브스 필드의 86 피트 높은 우익 노점에 18개의 볼 중에 7개를 치고, 그 후임 쓰리 리버스 경기장에서 몇몇의 최상층 홈런을 쳤다. 자신이 빠르게 "윌리 스타젤"로 알려지게 되었어도 그의 서명은 그가 자신의 주어진 이름 "윌버"를 오히려 좋아했다는 것을 암시하였다. 전기 작가 프랭크 갈랜드는 스타젤의 가족과 친구들이 그를 "윌버"로 부른 것과 로스앤젤레스 다저스의 방송인 빈 스컬리가 또한 스타젤의 주어진 일름의 사용의 요점을 만든 것에 관련이 있다. 스컬리는 스타젤이 이름 윌버를 사용한 이유로 그가 스타젤의 모친의 가장 좋아하는 방송인이 되었다고 말하였다.
긴 팔과 함께 6 피트 3 인치, 그리고 연습여분의 배트 신장을 마련하는 데 자신의 낮은 손과 함께 배트의 손잡이 만을 잡는 유일한 배트를 다루는 스타젤은 대부분의 타자들보다 더욱 크게 보였다. 스타젤의 스윙들은 베이브 루스 균형들의 홈런들을 치는 데 설계된 것으로 보였다. 대부분의 타자들이 대기의 범위에서 단순한 납 무게의 배트를 사용할 때 스타젤은 쇠망치와 준비 운동을 하는 데 택하였다. 타자석에서 있는 동안 그는 투수가 자신의 와인드업을 시작할 때까지 자신의 배트를 돌렸다.

### 1960년대
스타젤은 22세의 나이로 1962년 시즌의 말기에 자신의 메이저 리그 베이스볼 데뷔를 하였다. 그의 1963년 루키 시즌은 활기가 없었으나 그는 이어진 시즌에 일상 선수로서 차신의 처음을 더욱 성공적으로 즐겼다. 스타젤은 파이리츠의 일상 좌익수로서 시즌을 시작하고 끝냈으나 1루수로 활약하는 확장된 기간을 보내기도 하였다. 그는 1964년 4월 17일 셰이 스타디움에서 활약한 첫 경기에서 자신의 첫 홈런을 쳤다. 그는 그해에 올스타 경기로 7개의 여행 중 자신의 첫번째를 이루었다. 그는 다음 2개의 시즌에 올스타 경기로 돌아와 양해에 100개 이상의 타점을 치고 MVP 투표에서 각각 14위와 15위를 하였다. 1965년 6월 그는 자신 경력의 3개의 "이번 달의 내셔널 리그 선수" 상 중 첫번째를 수상하였다.
스타젤이 235 파운드의 체중에서 봄 훈련에 나올 때 자주 일어나는 오프시즌 상태의 문제들이 1967년에 왔다. 팀은 그가 215 파운드의 체중으로 줄이는 데 다이어트를 하는 지정을 하였다. 그의 타구 평균은 그 시즌에 .040 포인트보다 더욱 많이 떨어지고 그의 총 홈런은 1966년 33개에서 1967년 20개로 줄어들었다. 팀은 그의 경력의 최고 형상에서 그를 얻는 데 1968년 시즌 전에 스타젤과 일하는 개인적 트레이너를 가졌으나 스타젤은 부족한 시즌을 가졌고, 감독 래리 셰퍼드는 스타젤의 체격이 너무 강건하다고 비난하였다. 그는 1969년 강한 상연(.307, 29개 홈런, 92개 타점)과 함께 10년간의 기간을 끝내고, MVP 투표에서 21위를 하였다.

### 1970년대

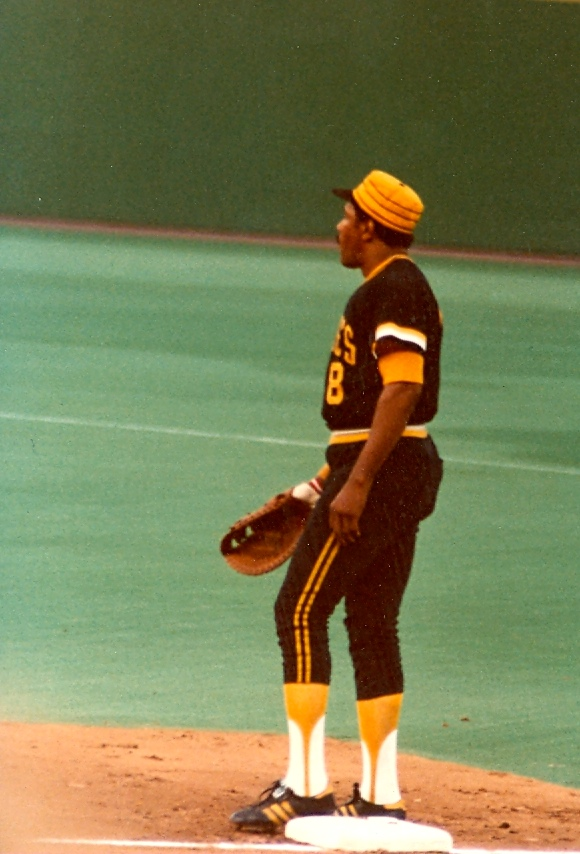
1979년 파이리츠를 위한 1루수 활약 시절

스타젤은 1970년 또다른 좋은 시즌을 즐겨 31개의 홈런과 85개의 타점과 함께 .264 점을 타구하고, MVP 투표에서 15위를 하였다. 그해 8월 1일 풀턴 카운티 스타디움에서 애틀랜타 브레이브스에 파이리츠의 20 대 10의 승리에서 스타젤은 5개의 장타 - 3개의 2루타와 2개의 홈런을 수집하였다. 그는 하나의 경기에서 4개의 장타를 수집하는 데 루 부드로(1946년)와 조 애드콕(1954년)에 이어 3번째 선수가 되었다. 같은 경기에서 동료 선수 밥 로버트슨은 또한 하나의 홈런을 포함한 5개의 안타를 수집하였는 데 2012년 앤드루 매커친과 개릿 존스가 2012년 같은 경기에서 5개의 안타를 수집할 때까지 아니었다. 1970년의 파이리츠는 1960년 월드 시리즈를 우승한 이래 자신들의 첫 포스트시즌 지위를 위하여 내셔널 리그 동부 타이틀을 우승하였다. 그들은 신시내티 레즈에 의하여 그해의 내셔널 리그 챔피언십 시리즈에서 휩쓸어졌으나 이 시리즈에서 아무 팀에 의하여 가장 많은 안타인 12개의 타석에서 스타젤이 6개의 안타를 수집하게 전까지 아니었다.
스타젤의 경력은 1971년 또다른 수준으로 이동하였다. 31세의 나이로 그는 1971년 2개의 홈런 타이틀 중 첫번째를 우승하였으며, 시즌의 최종 주에 그의 48은 행크 에런의 47에 적은 차이로 이기고, 하나의 시즌에서 파이리츠 선수에 의하여 가장 많이 이날까지 1949년과 1947년 각각 랠프 카이너의 54와 51 만을 추적하였다. 그는 4월과 6월 자신 경력의 최종의 "이번 달의 내셔널 리그 선수" 상을 수상하였고, 아직 MVP 상을 수상하지 않은 그는 조 토리에 밀려 2위를 하였다. 다음 9개의 시즌들 중 7번째에서 스타젤은 자신의 경력이 명예의 전당 진로로 이동하면서 MVP 투표에서 톱 10에 왔다.
그는 파이리츠가 7개의 경기에서 볼티모어 오리올스를 꺾은 파이리츠의 월드 시리즈 팀의 일원이었다. 파이리츠는 스타젤이 그 대중매체가 팀이 돌아오기 전 "발렌타인 데이의 대학살"로 언급하기 시작한 그 시리즈의 첫 2개의 경기를 패하였다.
스타젤은 1972년 지속적으로 가장 좋은 수들(.293, 33개 홈런, 112개 타점)을 게시하고, MVP 투표에서 조니 벤치와 빌리 윌리엄스에 밀려 3위를 하였다.
1973년 스타젤은 2루타와 홈런 양쪽에서 리그를 동시에 이끈 드문 업적을 이루었다. 스타젤은 각각 40개보다 많이 가졌으며, 그는 1940년 행크 그린버그 이래 40 - 40 성취를 얻는 데 첫 선수였다. 스타젤은 그해 자신의 2번째 홈런 타이틀을 우승하여 3명의 브레이브스 선수들 - 데이비 존슨의 43, 대럴 에반스의 41과 에런의 40에 적은 차이로 이겼다. 정렬에서 3버째 해를 위하여 그는 피트 로즈가 명예를 가져가면서 MVP에서 좁은 차이로 패하였다.
포지션에서 실험의 세월 후, 1975년의 시작에서 스타젤은 영구적으로 1루수로 옮겼다. 그는 외야수에서 다른 경기를 전혀 활약하지 않았다.
1977년 스타젤은 6월 29일 세인트루이스 카디널스를 상대로 자신의 400번째 홈런을 쳤다.
스타젤은 좋은 활약 혹은 경기 후, 그들의 캡을 위하여 자신의 동료 선수들에게 수놓은 "스타젤 스타스"를 주는 실습을 창작하였다. 실습은 디비전 타이틀을 위하여 1위의 필라델피아 필리스를 도전하는 데 8월 중순에 파이리츠가 4위를 할 때 격한 1978년 시즌 동안 시작되었다. 시즌은 파이리츠가 타이틀을 주장하는 데 전부의 4개 경기들을 우승해야 할 필리스를 상대로 드라마적인 4개의 경기의 결판의 말기로 예정이 잡혔다. 파이리츠의 금요일 밤의 더블헤더의 휩쓸어짐에 이어 스타젤은 일찍이 팀에게 4 대 1의 선두를 주는 데 시즌의 어미로부터 2번째 음절의 경기의 첫 이닝의 말기에서 그랜드 슬램을 쳤다. 그러나 페넨트를 위한 논쟁으로부터 탈락되었다. 스타젤은 1978년 팀이 자신이 여태까지 가장 좋아한 팀으로 부르고 이어진 해에 파이리츠가 월드 시리즈를 이길 것이라고 예상하였다.
1979년 파이리츠는 자신들이 지난 해의 시즌을 끝낸 것 같은 비슷한 스타일에서 월드 시리즈를 우승하였다. 4월의 말기에서 내셔널 리그 동부에서 마지막 순위로부터 파이리츠는 시즌의 수반 동안 몬트리올 엑스포스와 1위 전투로 자신들의 길을 붙잡았다. 그들은 시즌의 마지막 날에 디비전 페넌트를 주장하는 길에 다수의 역전승과 함께 팬들을 신나게 하였다. 주장으로서 자신의 역설에서 팀은 시스터 슬레지의 히트송 "We Are Family"를 팀의 축가로 체택하였다. 그때 필드에서 그의 활약은 그의 동료 선수들에 영감을 주고 내셔널 리그 챔피언십 시리즈와 월드 시리즈 둘다에서 그에게 MVP 상을 수상하였다. 스타젤은 파이리츠의 챔피언십을 봉인하는 데 가까운 7번째 경기의 늦은 이닝 동안 볼티모어에서 드라마적인 홈런을 쳤다. 홈런은 시리즈의 그의 3번째였고, 우연적으로 파이리츠와 오리올스 사이에 2개의 포스트시즌 대회(1971년과 1979년)의 7번째 경기 둘다에서 우승 득점들과 함께 스타젤에게 공로를 돌렸다. 1979년 월드 시리즈는 또한 파이리츠가 이전에 1926년 워싱턴 세너터스를 상대로 해냈듯이 3개의 경기에 하나의 부족으로부터 2번이나 회복하고 월드 시리즈를 우승하는 데 파이리츠를 야구 역사상 단 하나의 프랜차이즈로 만들기도 하였다. 시리즈를 위하여 스타젤은 자신의 3개의 홈런과 더불어 12 루 30 타로 갔으며, 또한 레지 잭슨이 1977년 월드 시리즈에서 세운 월드 시리즈 기록으로서 동점을 매긴 것으로 남아있고, 1979년 월드 시리즈에서 그의 7개의 장타(3개의 홈런과 4개의 2루타)도 또한 기록을 세웠다.
자신의 내셔널 리그 챔피언십 시리즈와 월드 시리즈 MVP 상들에 추가로 스타젤은 결국적으로 39세의 나이로 잡히지 않는 MVP 상(카디널스의 키스 에르난데스와 공동 수상)을 피츠버그에 가져갔다. 스타젤은 하나의 해에 3개의 MVP 상 전부를 수상하는 데 단 하나의 선수이다. 그는 또한 쓰리 리버스 경기장에서 활약한 NFL의 쿼터백 테리 브래드쇼와 함께 스포츠 일러스트레이티드의 "올해의 스포츠맨" 상을 나누었다.

### 1980년대
스타젤은 1982년까지 활약하였으나 1979년 이후 74개 이상의 경기에 전혀 나오지 않았다. 그는 깊은 좌익 필드 거리가 457 피트였던 포브스 필드에서 자신 경력의 거의를 활약함에 부구하고, 475개의 홈런과 함께 은퇴하였다. 명예의 전당 헌액자 로베르토 클레멘테는 스타젤이 파크에서 그의 8개의 시즌 동안 좌익과 중견에서 경고의 트랙으로 400개의 플라이 볼을 쳤다고 판단하였다. 포브스 필드에서 우익에 짧은 울타리는 우익선에서 우익 중간에 375 피트 마크에 달하는 20 피트보다 더 높은 장면에 의하여 지켜졌다. 중립적인 타자의 파크 쓰리 리버스 스타디움은 스타젤의 강력한 수들을 자랑하였다. 파이리츠는 1970년 중반에 쓰리 리버스 경기장으로 옮겨가고, 스타젤은 당시 30세의 나이에 불구하고 그해부터 자신의 은퇴까지 자신의 475개의 경력 홈런 중 310개를 쳤다. 스타젤의 2개의 홈런 타이틀은 쓰리 리버스에서 자신의 첫 3년의 세월에 왔다. 스타젤의 마지막 경기는 1982년 10월 3일 쓰리 리버스 경기장에서 엑스포스를 상대로였다. 타구하는 선두 타자인 그는 스티브 로저스에 1루타를 쳤다. 그는 그러고나서 더그 프로벨에 의하여 대주자 되었고, 이어서 1루에서 리치 헤브너에 의하여 대체되었다.

### 장거리 홈런들
한때 스타젤은 내셔널 리그 파크들의 거의 절반에서 장거리 홈런을 위한 기록을 보유하였다. 1969년 8월 5일 스타젤은 다저 스타디움에서 여태까지 장거리 홈런인 507 피트로 측정되어 경기장을 떠난 앨런 포스터에 홈런을 쳤다. 그는 1973년 5월 8일 다저 스타디움에서 앤디 메서스미스를 상대로 2번째 홈런을 쳤으며 470 피트로 측정되었다. 4개 만의 다른 홈런들이 다저 스타디움의 외부로 쳐져 왔다.
1971년 6월 25일 스타젤은 필리스를 상대로 파이리츠의 14 대 4의 우승이 있는 동안 베테랑스 스타디움에서 가장 긴 거리의 홈런을 쳤다. 공이 상륙한 자리는 결국적으로 그의 사망 때까지 하얀 동아리의 내부에 검은 "S"와 함께 노란 별로 표시되었다. 그 별은 경기장의 2004년 폐허까지 장소에 남아있었다. 1978년 엑스포스의 웨인 트위첼을 상대로 스타젤은 올림픽 스타디움의 갑판에 도달하는 데 여태까지 단 하나의 페어볼을 쳤다. 상부 갑판의 다른 좌석들이 빨간색인 동안 공이 상륙한 좌석은 노란 좌석에 의하여 대체되었다. 2004년 엑스포스의 떠남에 좌석은 옮겨지고 캐나다 야구 명예의 전당으로 보내졌다.
생기있는 장기적 파이리츠의 라디오 어나운서 밥 프린스는 "Chicken on the Hill"이란 명언과 스타젤의 홈런을 인사하려고 했다. 이 일은 피츠버그의 힐 구역에 있는 치킨 레스토랑의 스타젤의 소유권에 귀착시켰다. 당시를 위하여 그가 홈런을 칠 때마다 스타젤의 레스토랑은 "Chicken on the Hill with Will"로 더빙된 흥행에서 홈런의 당시 레스토랑에 출석한 전부의 단골 손님들에게게 무료의 닭고기를 주려고 하였다. 한번 프린스 자신은 만약 스타젤이 홈런을 치면 청취자들에게 무료 닭고기를 약속하였고, 스타젤이 홈런을 치고 프린스는 레스토랑에서 4백 달러의 계산서를 선택하였다.

## 이후의 세월

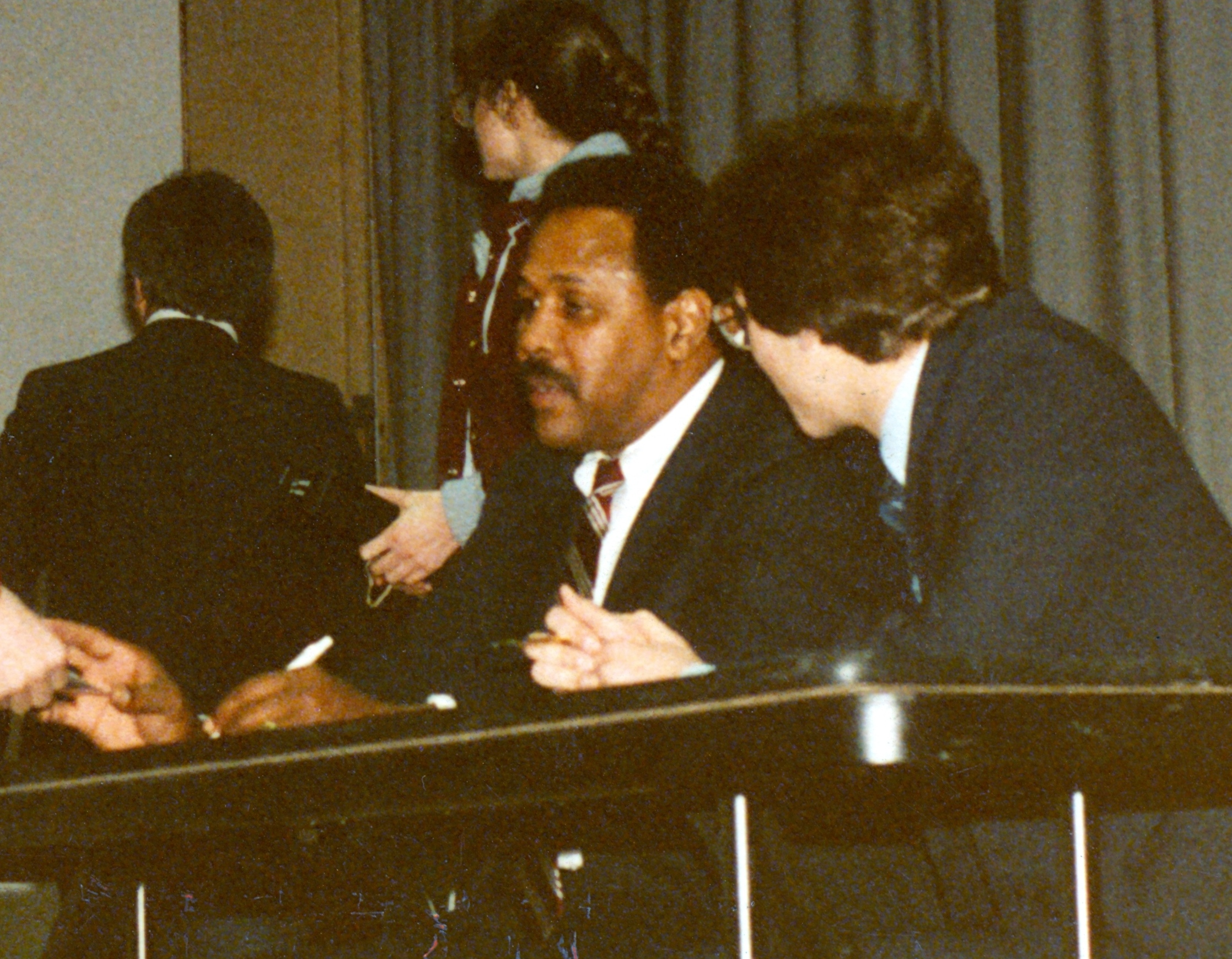
자신의 은퇴 후, 자신의 이름을 서명하는 스타젤 (1983년)

은퇴 후, 스타젤은 1986년부터 1988년까지 등번호 8번 저지를 입으며 브레이브스를 위한 1루 코치로서 2년을 보냈다. 그는 치퍼 존스를 위한 첫 마이너 리그 타격 코치였다. 1988년 그는 미국 야구 명예의 전당으로 헌액되었다. 그는 팀이 그의 명예의 전당 선거에 명예를 주는 데 윌리 스타젤의 밤을 예정할 때 그 시즌에 파이리츠와 함께 어색한 상호 작용을 가졌다. 스타젤은 팀의 계획들에서 참가하는 데 거부하였고, 아직도 그 시즌에 그 감독적 직업을 위하여 그를 숙고하는 데 팀의 거부로부터 자극하고 있었다.
코카인 거래자로 주장된 커티스 스트롱의 1985년 재판에서 스타젤은 선수들에게 암페타민을 분배함으로 전 동료 선수 데일 베라와 존 밀너에 의하여 기소되었다. 베라는 스타젤과 빌 매들록으로부터 자신이 암페타민을 얻었다고 말하였고, 그는 자신이 스타젤로부터 "하나를 위하여 내가 그에게 의문한 아무 날에" 얻을 수 있었다고 말하였다. 커미셔너 피터 유버로스는 후에 스타젤과 매들록을 아무 잘못에 혐의를 풀었다.
1997년 스타젤은 팀의 총지배인 캠 보니페이의 측근으로서 파이리츠에 돌아왔다. 그는 또한 자신을 "최후적인 클래스 현행"으로 부른 파이리츠의 소유자 케빈 매클래치에 특별 야구 조언자로서 일하였다. 1999년 스타젤은 자신의 기관들 중 하나와 함께 발표되지 않은 의학적 문제들을 진단하는 데 3주간 입원하였다. 파이리츠에 가까운 근원은 스타젤의 건강 논점을 선수로서 은퇴한 후 불어난 그의 몸무게에 핑계를 대었다. 스타젤은 그 몸무게가 약간 빠졌으나 파이리츠의 본부를 위하여 일하는 동안 다시 몸무게가 늘었다.
신부전으로부터 고통을 겪은 세월 후, 그는 2001년 4월 9일 노스캐롤라이나주 윌밍턴에서 발작에 관련된 합병증으로 사망하였다. 자신의 훗날에 스타젤은 또한 심근경색과 고혈압을 겪기도 하였다. 스타젤의 창자의 환절은 그가 사망하기 전에 2년 넘게 옮겨졌다. 사망 당시 그는 쓸개 수술로부터 병원 회복에 지내왔다. 스타젤이 사망하기 이틀 전에 오프닝 데이 식전의 일부로서 파이리츠의 새 홈구장 PNC 파크에서 그의 실물보다 큰 동상의 제막식이 거행되었다.

## 영예

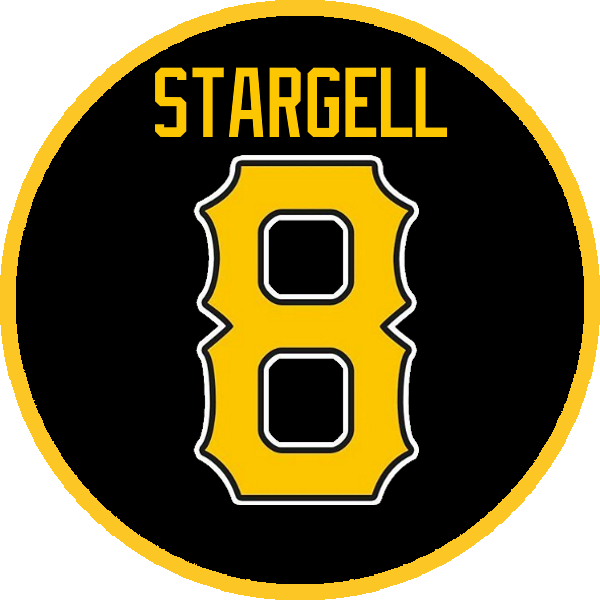
1982년 파이리츠에 의하여 영구 결번된 스타젤의 등번호 8

1982년 9월 6일 파이리츠는 그의 등번호 8을 영구 결번시켰다. 1999년 그는 스포팅 뉴스 100명의 거대한 야구 선수들의 명단에 81위를 하였고, 메이저 리그 베이스볼 올센추리 팀의 결승자로 후보에 오르기도 하였다. 그는 1994년 올스타 경기에서 의식의 첫 투구를 던졌다. 스타젤은 또한 2000년 시즌 후 팀의 이동 전에 쓰리 리버스 스타디움에서 의식의 마지막 투구를 던지기도 하였다.
윌리 스타젤 재단이 신부전을 위한 연구와 수술을 흥행하는 데 설립되었다. 챔피언 엔터프라이즈는 피츠버그에서 혜택 받지 못한 어린이들을 위하여 모금하는 윌리 스타젤 기념상 연회를 후원한다.
스타젤은 또한 겸상 적혈구 빈혈의 인식을 모으는 일을 하기도 하였다. 1970년대 초반 리처드 닉슨 대통령이 병을 "국가적 건강 문제"로서 증명한지 바로 후에 흑인 선수 재단(BFA)을 형성하였다. 10년의 세월 동안 윌리 스타젤 재단으로 개명한 BAF는 연구비와 병에 관한 공공적 인식을 모았다. 1981년에 시작된 겸상 적혈구 빈혈 인식과 모금은 차차 겸상 적혈구 빈혈 사회 법인에 의하여 맡아졌다. 윌리 스타젤 재단은 신부전으로 수술과 연구를 위하여 모금하는 데 변천하였다.
윌버 "윌리" 스타젤 애비뉴는 캘리포니아주 앨러미다에 있는 그의 청년기 저택에 있는 주요 도로이며, 전 앨러미다 해군 비행장으로 연결되고 스타젤은 5번가와 교차에서 각판과 광장에서 명예를 얻었다.